# Hemtunnel
Der Hemtunnel ist ein ca. 2,4 Kilometer langer Eisenbahntunnel in den Niederlanden. Er unterquert den Nordseekanal und verbindet die nordholländischen Städte Amsterdam und Zaandam miteinander. Er ersetzt die 1907 erbaute Hembrug. Er wurde 1983 eröffnet. Der Tunnel verfügt über drei Gleise und verbindet auf direktem Wege die Bahnhöfe Zaandam und Amsterdam Sloterdijk. Die Züge der Bahnstrecke Nieuwediep–Amsterdam befahren im regelmäßigen Takt den Tunnel. Mit Eröffnung des Tunnels erhielt der Bahnhof in Zaandam ein neues Erscheinungsbild. Der Bahnhof Sloterdijk wurde zu diesem Anlass eröffnet.

## Quelle
- Hemtunnel